# Decaspermum urvillei
Decaspermum urvillei là một loài thực vật có hoa trong Họ Đào kim nương. Loài này được (DC.) A.J.Scott mô tả khoa học đầu tiên năm 1979.